# Casa Llobató de Cardet
La Casa Llobató de Cardet és una casa de al municipi de la Vall de Boí (Alta Ribagorça) protegida com a Bé Cultural d'Interès Local.

## Descripció
Habitatge que juntament amb l'era i el paller formava part de la unitat productiva tradicional d'aquestes valls. Si bé els materials són els habituals de l'època (pedra, fusta i llosa de pissarra) l'arrebossat de la façana i la seva balconada correguda, així com l'arc de pedra que emmarca l'accés principal a la casa ens parlen d'un passat de prosperitat i riquesa.